# Djäkneberget

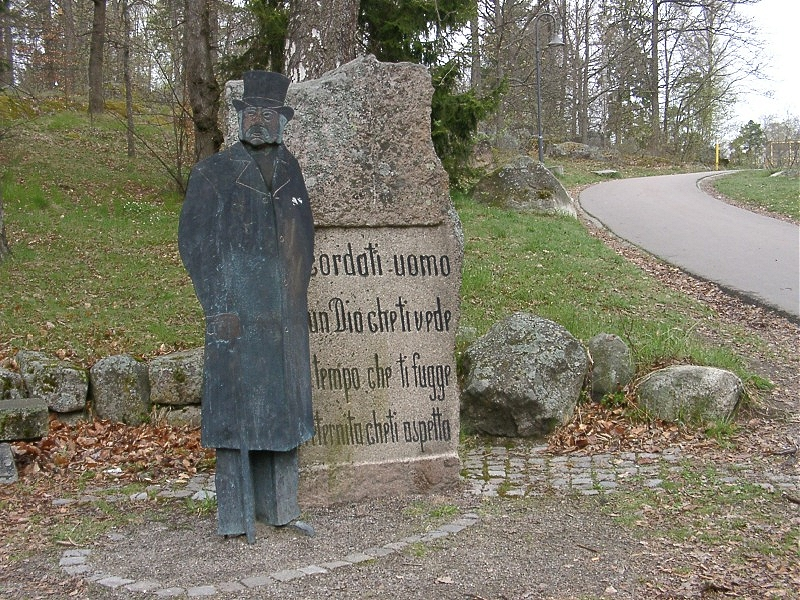
En staty av Sam Lidman vid den sydöstra uppfarten till Djäkneberget.

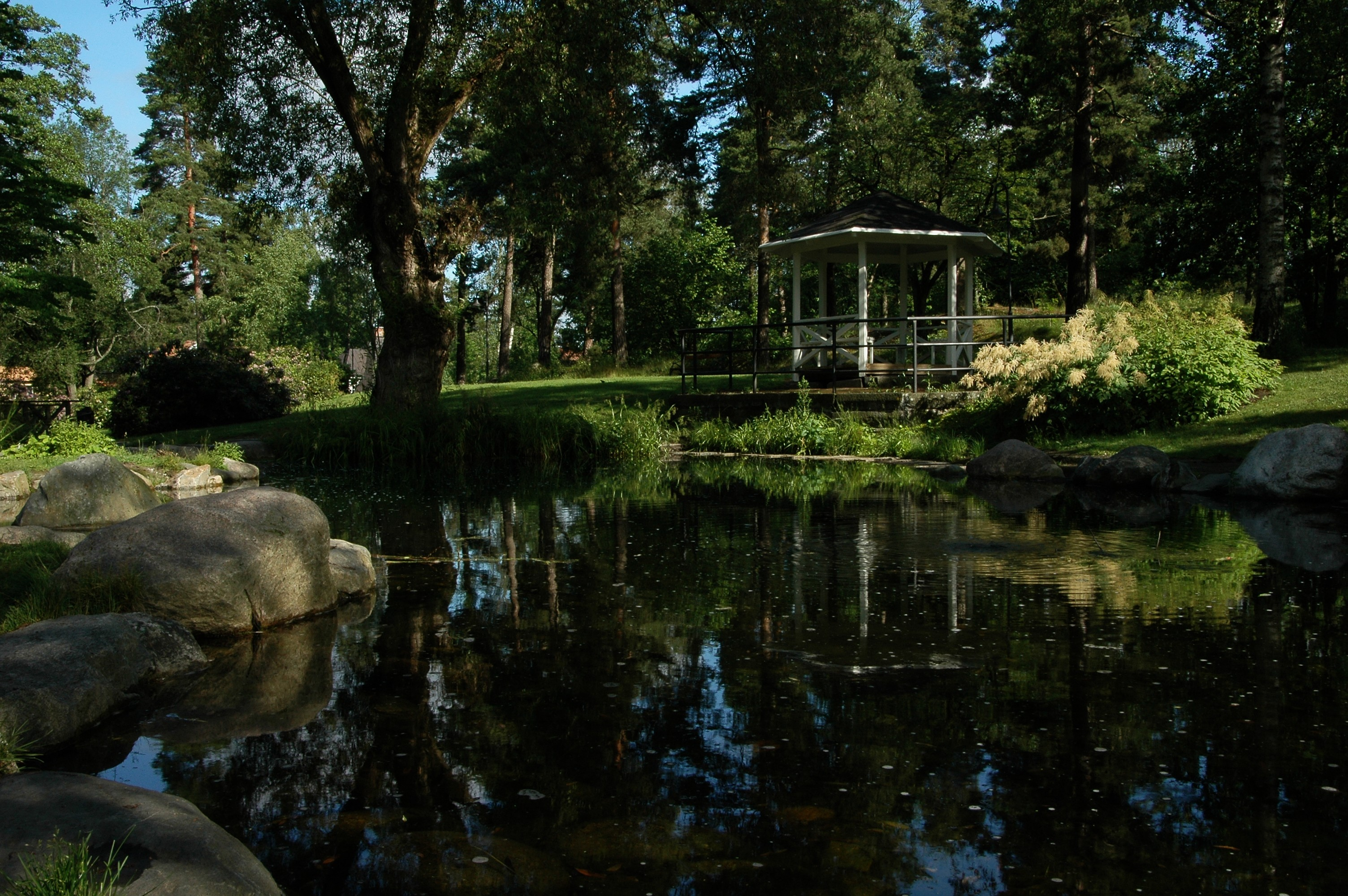
Ett lusthus på Djäkneberget.

Djäkneberget är ett parkområde strax väster om Västerås innerstad. Området är cirka 500 meter långt och 250 meter brett (cirka tolv hektar). Parken är belägen på en bergshöjd med utsikt över bland annat Domkyrkan, Stadshuset, Skrapan och en del av Mälaren. I anslutning till parken ligger Djäknebergsskolan, en folkskola som invigdes 1894 och som idag inrymmer Västerås folkhögskola samt Västerås Konstskola.
Namnet Djäkneberget kommer av djäkne, en lärjunge från det närbelägna gymnasiet (nuvarande Rudbeckianska gymnasiet). Djäknarna hade sina gymnastik- och vapenövningar på berget. Djäknarna firade även Valborgsmässoafton på berget med fyrverkerier och eldar men det upphörde på 1830-talet efter en olycka då två djäknar brändes till döds.
Västerås frivilliga skarpskytteförening hade från cirka 1862 sin övningsplats på Djäkneberget. 

## Parkområdet
Över hela parkområdet finns över 500 inskriptioner i sten utspridda. De är inhuggna i stenar och själva berget. Ofta är det endast ett namn men ibland även citat. Upphovsmannen bakom de allra flesta inskriptionerna är lektorn och f.d. kaptenen Sam Lidman som under åren 1862–1895 förvandlade Djäkneberget från en kal bergknalle till en park att vistas i.
Några av inskriptionerna är tillkomna efter Lidmans arbete. Den 11 september 1955 skrev kung Gustaf VI Adolf sitt namn på en sten när han och drottning Louise avslutade sin eriksgata genom Västmanland och den namnteckningen blev ännu en inskription. Den 17 juni 1974 skrev kung Carl XVI Gustaf sitt namn på en närbelägen sten.
Åren 1862 – 1895 förvandlades Djäkneberget till en lummig, vacker oas och Sam Lidman uppgav senare att han hade brutit och grusat 1800 famnar väg samt planterat 1100 parkträd på egen bekostnad. Han lät plantera bok, ek, björk, al, pil, lönn, rönn och många andra träd på berget. Han anlade terrasser, stigar och små paviljonger. Från mitten av 1940-talet fanns där en anläggning med olika fågelarter, bland annat exotiska fåglar och fyrfota djur. I dag är Djäkneberget hem för många fridlysta grodor, paddor och vattensalamandrar. 

## Geologi
Berggrunden är cirka 1 800 miljoner år. För cirka 4 500 år sedan började berget höja sig ur Littorinahavet.